# Factorgroep
In de groepentheorie, een deelgebied van de abstracte algebra, is een factorgroep of quotiëntgroep een groep die uit een gegeven groep en een normaaldeler van die groep wordt geconstrueerd en die uit de nevenklassen van de normaaldeler bestaat.

## Definitie
Als {\displaystyle H} een normaaldeler is van een groep {\displaystyle G}, wat inhoudt dat de linkernevenklassen van {\displaystyle H} in {\displaystyle H} samenvallen met rechternevenklassen van {\displaystyle H}, dan vormen nevenklassen {\displaystyle G/H} een groep, de factorgroep of quotiëntgroep {\displaystyle G/H} van {\displaystyle G} en {\displaystyle H}. De groepsbewerking {\displaystyle *} in {\displaystyle G/H} wordt gedefinieerd door het product van twee nevenklassen {\displaystyle aH} en {\displaystyle bH} op te vatten als  de nevenklasse {\displaystyle abH} van het product van {\displaystyle a} en {\displaystyle b}:
{\displaystyle aH*bH=abH}.
Dit is pas een geldige definitie, als ze onafhankelijk is van de gekozen vertegenwoordiger van de nevenklassen. Dus als {\displaystyle c\in aH} en {\displaystyle d\in bH}, moet {\displaystyle cd\in abH}. Omdat {\displaystyle c\in aH} en {\displaystyle d\in bH} volgt:
{\displaystyle a^{-1}c\in H} en {\displaystyle b^{-1}d\in H}
Maar dan ook omdat {\displaystyle H} normaaldeler is:
{\displaystyle db\in H} en {\displaystyle a^{-1}cdb\in H}
en
{\displaystyle b^{-1}a^{-1}cd\in H}
dus
{\displaystyle (ab)^{-1}cd\in H}
zodat
{\displaystyle cd\in abH}
Deze welgedefinieerde bewerking op nevenklassen voldoet aan de groepsaxioma's.

## Voorbeelden en eigenschappen
Zij {\displaystyle \mathbb {Z} } de optelgroep van de gehele getallen en {\displaystyle n\mathbb {Z} } de ondergroep van de {\displaystyle n}-vouden, {\displaystyle n\geq 1}. Dan vormen de restklassen {\displaystyle \mathbb {Z} /n\mathbb {Z} }, dus onder rekenen modulo n, een cyclische groep met {\displaystyle n} elementen.
Iedere groep is een normaaldeler van zichzelf en de factorgroep daarbij is de triviale groep met 1 element. De triviale ondergroep met alleen het neutrale element is altijd een normaaldeler. De factorgroep is isomorf met de oorspronkelijke groep.
De groep {\displaystyle GL(n,K)} van omkeerbare n×n-matrices met elementen in een lichaam {\displaystyle K} heeft als normaaldeler de speciale lineaire groep {\displaystyle SL(n,K)} van matrices met determinant 1. De factorgroep is isomorf met de vermenigvuldigingsgroep {\displaystyle K^{*}}, de inverteerbare elementen van {\displaystyle K}.
In een isometriegroep van een euclidische ruimte met niet alleen directe isometrieën is de ondergroep van directe isometrieën een normaaldeler met een factorgroep van twee elementen, de directe isometrieën en de indirecte isometrieën.
In het algemeen is de kern van een homomorfisme van groepen steeds een normaaldeler van het domein. De bijhorende factorgroep blijkt isomorf te zijn met het beeld van het homomorfisme. Omgekeerd is de afbeelding die ieder element van een groep {\displaystyle G} op de nevenklasse ervan ten opzichte van de normaaldeler {\displaystyle H} afbeeldt, een surjectief groepshomomorfisme van {\displaystyle G} naar {\displaystyle G/H}. De kern van dit homomorfisme is {\displaystyle H}.